# Стабилизатор вооружения
Стабилизатор вооружения — техническое устройство, осуществляющее стабилизацию прицеливания оружия при перемещении (движении, качке) платформы, на которой это оружие установлено. Стабилизатор вооружения предназначен для упрощения прицеливания при движении платформы и повышения точности огня с ходу. Является частью системы управления огнём. Широко распространён в современной бронетехнике и корабельной артиллерии.
Технически стабилизатор представляет собой набор датчиков и вычислительный комплекс, соединённый с приводом орудия. На основании показаний датчиков определяется параметры перемещения платформы и выдаются управляющие команды приводу орудия, компенсирующие возникающее отклонение.
Зрелищной демонстрацией работы стабилизатора вооружения являются т. н. «танцы танков», когда бронемашины выполняют энергичное маневрирование (часто под музыку), при этом стабилизатор удерживает орудие наведённым в одну точку. Также популярен показательный выстрел из главного орудия танка, находящегося в воздухе, при прыжке с трамплина.

## История
Первыми стабилизаторы вооружения на танке применили американцы на танках М4 Шерман (1940). Данные стабилизаторы упрощали стрельбу в движении и при остановке, но не доводили её до уровня современных танков.
Следом за ними стабилизатор хотели использовать немецкие конструкторы в проекте 1945 года по установке на «Королевский тигр» (1943) орудия 10,5 cm KwK L/68, в это время разрабатывавшегося фирмой Krupp. Проект не пошёл в серию, хотя был недалек от этого. Также были планы, связанные с танками E-серии.
С 1950-х годов стабилизаторы начали устанавливаться на советские танки.
В современном мире полноценные (позволяющие стрелять на ходу с высокой точностью) стабилизаторы устанавливаются практически на все танки.
Первое немецкое корабельное зенитное орудие 3,7 cm SK C/30 (в кригсмарине с 1935 года) устанавливалось в спаренных установках DoppL C/30, стабилизированных в трёх плоскостях.